# Rodeschool (Eemsdelta)
Rodeschool, vroeger Roodeschool genoemd, is een gehucht in de gemeente Eemsdelta in de Nederlandse provincie Groningen. Rodeschool ligt aan de weg tussen Middelstum en Bedum, ten noorden van het spoor aan de Rodeschoolstertocht. Het bestaat uit 3 boerderijen; 2 aan de Fraamweg en 1 aan de Keesriefweg.
Tussen twee boerderijen aan de Fraamweg ligt het restant van een wierde van 170 bij 190 meter, gelegen op een oude kwelderwal. Naar verluidt werd hier tussen 1205 en 1216 door het klooster van Aduard een uithof (voorwerk) gebouwd. Volgens de 15e-eeuse kloosterkroniek was er een school voor jonge monniken en novices gevestigd. Hedendaagse onderzoekers betwijfelen dat echter, omdat de kloosteereglementen hiervoor geen ruimte boden. Bij het voorwerk lag een kloosterdobbe. De hofmeester (prior) was tevens voorzitter van het Winsumer- en Schaphalsterzijlvest.
Na de Reductie van Groningen werd dit voorwerk in 1658 deels afgebroken en het restant in 1785. Er werd daarop een boerderij gebouwd. Begin 20e eeuw stond er alleen nog een huis, dat in de jaren 1950 of 1960 werd afgebroken. De wierde is deels afgegraven en het terrein is deels geëgaliseerd tot een vlakte tussen beide boerderijen.
Het gehucht moet niet verward worden met het gelijknamige dorp Roodeschool dat in de gemeente Het Hogeland ligt.

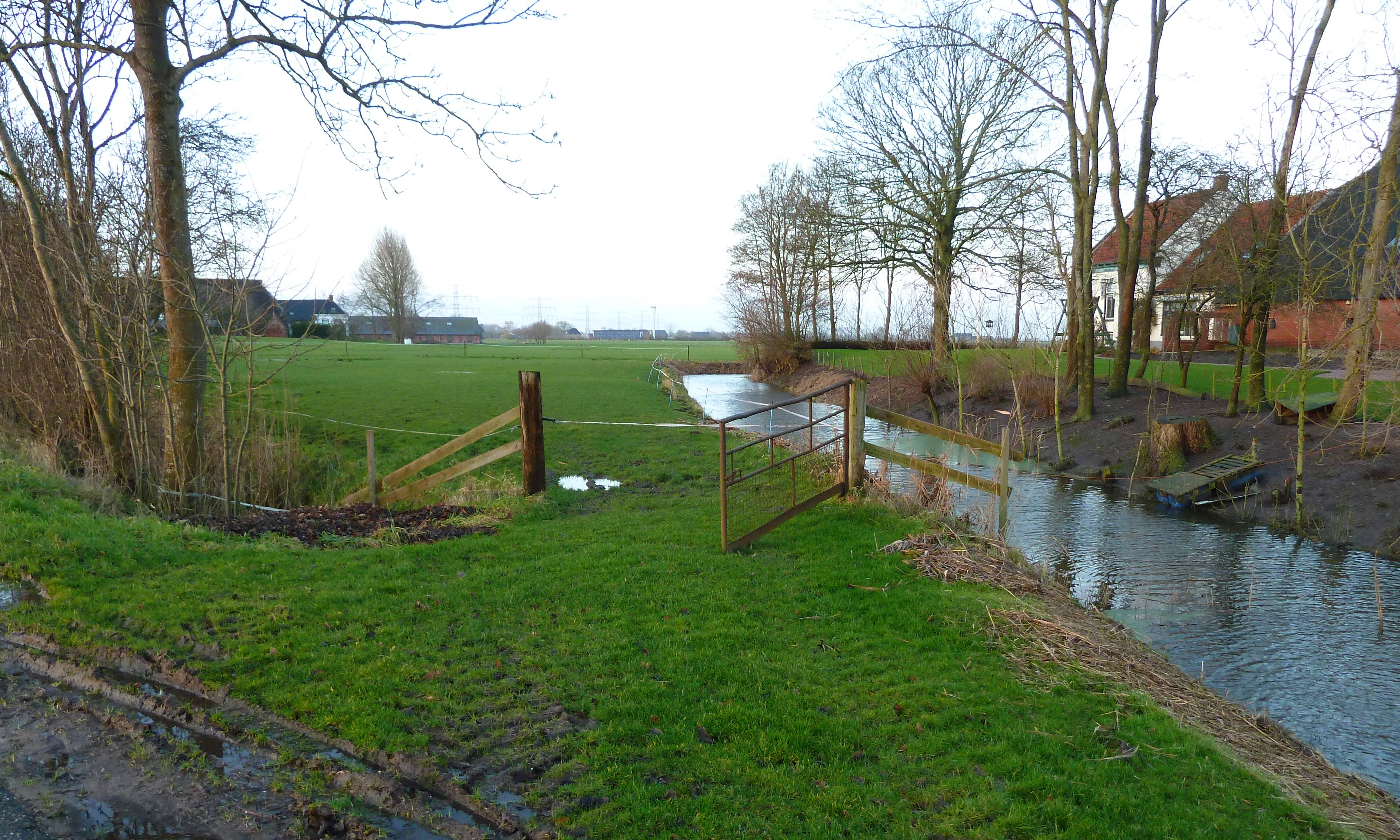
Beide boerderijen aan de Fraamweg. De wierde gaat deels schuil achter de bomen links

Groningen: Steden en dorpen      Nederland: Provincies · Gemeenten